# Sustantivo concreto
Se denomina sustantivo concreto, o nombre concreto (en oposición a abstracto), al sustantivo que designa un objeto perceptible por los sentidos (es decir, material), en oposición a los sustantivos abstractos, que designan objetos solo perceptibles por el pensamiento.
Así,  mano, nube, gato, piedra y hierro son sustantivos concretos.
José Ortega y Gasset definió desde otro punto de vista los sustantivos concretos: según él, los nombres concretos son aquellos nombres de objetos independientes, frente a los abstractos, que se refieren a objetos no independientes, esto es, que necesitan algo en lo que apoyarse para existir (así, la hermosura o la iracundia solo existen al abstraerlas de los seres que las poseen, frente a nombres concretos como mujer o luchador, que existirían independientemente).